# 梶敦美
梶 敦美（かじ あつみ、1977年7月26日 - ）は、日本の女優。東京都出身。有限会社ニュース所属。目白学園女子短期大学卒業。身長164cm、血液型はAB型。

## 来歴・人物
1996年に『めざましテレビ』のイメージガールとなり、女優としても『走れ公務員!』（1998年）から『てっぺん』（1999年）まで4クール連続でレギュラー出演し、「イマドキ系」を演じる演技が評価されるなど順調なスタートを切る。バラエティ番組への出演なども多数あり、幅広い活動をみせていた。デビュー当時はオフィスジュニアに所属していた。
東海地方では、パチンコの『めいほうぐるーぷ』のCMで、待斬内蔵の恋人役を演じていたことでも知られていた。

## 出演

### テレビドラマ
- 走れ公務員!（1998年10月期、フジテレビ)
- お水の花道（1999年1月期、フジテレビ）
- 金曜時代劇 「しくじり鏡三郎」（1999年4月期、NHK)
- 舞妓さんは名探偵!（1999年4月期、テレビ朝日) - 小せん 役
- てっぺん（1999年7月期、テレビ朝日） - 竹下昌子 役
- 次郎長三国志（2000年1月2日、テレビ東京)
- シリーズ恐怖夜話『GHOST GATE』（2003年4月、KBSほか） - 純子 役
- 土曜サスペンス 結婚詐欺殺人事件〜信州千曲川殺意の旅情[2]（2005年3月26日、テレビ朝日） - 木村杏子 役

### バラエティ番組ほか
- めざましテレビ（1996年、フジテレビ） - イメージガール
- スーパー知恵MON（1999年、TBS) - レギュラー
- しらばかっ!!（1999年、フジテレビ） - レギュラー

### 映画
- ジーナ・K（2005年） - 娼婦 役

### 舞台
- 劇団YANKEE STADIUM
  - SCRAP BEAT（1998年）
  - 真夏の球児（2001年）
  - Seven Heroes〜from Snow White〜（2004年）

### CM
- めいほうぐるーぷ 待斬内蔵シリーズ（2004年） - おみね 役